# Aris Leeuwarden
O Aris Leeuwarden é um clube profissional de basquetebol sediado na cidade de Leeuwarden, Frísia, Países Baixos que atualmente disputa a Liga Neerlandesa. Foi fundado em 2004 e manda seus jogos na Sporthal Kalverdijkje que possui capacidade de 1.700 espectadores.

## Temporada por Temporada
| Temporada | Nível | Liga | Pos. | Pós Temporada     | Copa Neerlandesa  |
| --------- | ----- | ---- | ---- | ----------------- | ----------------- |
| 2004–05   | 1     | DBL  | 7    | Quartas de Finais |                   |
| 2005–06   | 1     | DBL  | 10   | –                 |                   |
| 2006–07   | 1     | DBL  | 9    | –                 | Semifinalista     |
| 2007–08   | 1     | DBL  | 10   | –                 |                   |
| 2008–09   | 1     | DBL  | 10   | –                 |                   |
| 2009–10   | 1     | DBL  | 6    | Semifinalista     | Quarto Colocado   |
| 2010–11   | 1     | DBL  | 5    | Quartas de Finais | Quartas de Finais |
| 2011–12   | 1     | DBL  | 6    | Quartas de Finais | Quarto Colocado   |
| 2012–13   | 1     | DBL  | 4    | Finalista         | Semifinalista     |
| 2013–14   | 1     | DBL  | 7    | Quartas de Finais | Semifinalista     |
| 2014–15   | 1     | DBL  | 6    | Quartas de Finais | Quartas de Finais |